# Remparts de Gartz

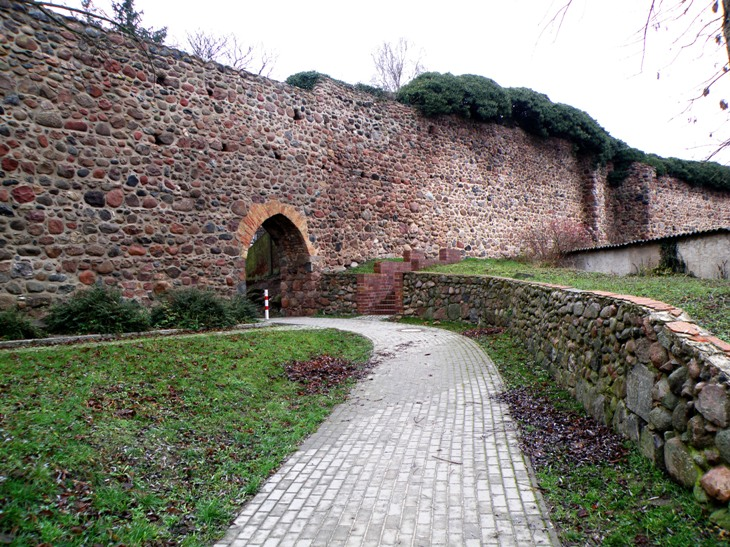
Vue des remparts.

Les remparts médiévaux de Gartz entourent cette petite ville toute proche de l'Oder de l'arrondissement d'Uckermark dans le Brandebourg depuis le XIIIe siècle. Ces fortifications aujourd'hui ne comportent plus que les remparts du côté Nord de la ville et une seule tour, la tour de Stettin, seule subsistante des quatre tours d'origine. 
Les fortifications, dont la tour de Stettin, et la tour de la Poudre sont inscrites à la liste des monuments protégés du Brandebourg.

## Architecture
Les fortifications de Gartz sont construites au XIIIe siècle en gros blocs de pierre et de brique. Les remparts comprenaient trois tours de guet. Il s'agissait de la tour dite « chapeau bleu », d'une tour ronde et d'une tour dite du « nid de cigogne ». 
Les fortifications ont été gravement endommagées pendant la Seconde Guerre mondiale et à cause de la politique de construction de la RDA. Actuellement, il ne reste que des parties de l'enceinte de la ville à la périphérie Nord et Ouest de Gartz. La sous-structure rectangulaire ornée de panneaux est encore visible depuis l'ancienne tour du chapeau bleu. La tour du nid de cigogne, construite au XIVe siècle, a encore sa sous-structure et un sommet octogonal crénelé et un toit conique, datant probablement du XVe siècle.

## Porte de Stettin

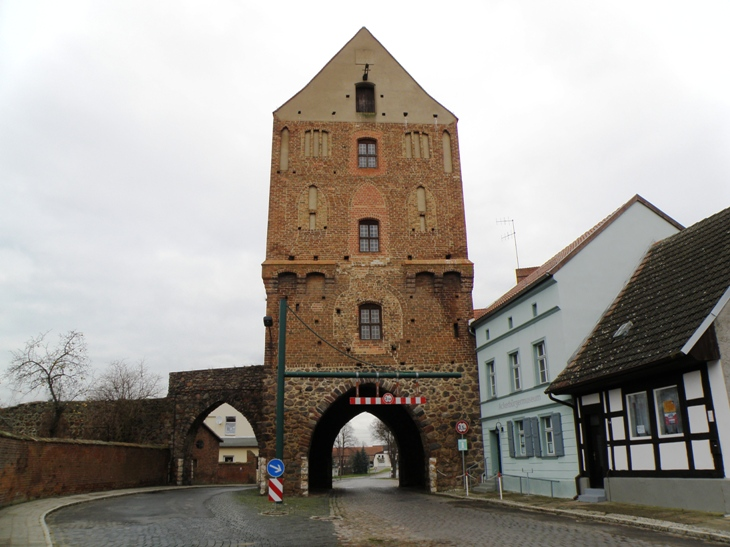
La tour de Stettin.

La partie inférieure de la tour de Stettin (Stettiner Tor) est bâtie au XIIIe siècle comme une des quatre tours d'enceinte de pierre arquées. La tour doit son nom à la ville de Stettin. C'est la seule tour qui subsiste.
Dans la porte, il y avait une sculpture de Ferdinand von Schill qui a vécu à Gartz jusqu'en 1807. Au XVe siècle, le portail couvert à l'origine a été rehaussé par une tour en brique de trois étages. Au premier étage de la tour se trouvait une étroite prison voûtee. Le pignon de la tour est divisé en un cadre en arc brisé par deux panneaux. Il y a un monogramme de Frédéric-Guillaume Ier de Prusse avec l'année 1726. Il n'y avait auparavant qu'un seul passage à travers la tour de Stettin, le deuxième passage à côté de la tour n'a été ajouté qu'en 1935.
La tour a été restaurée entre 1995 et 1997.
Elle abrite des salles du musée de la ville.